# Староаннинская
Староаннинская — станица в Новоаннинском районе Волгоградской области России, административный центр Староаннинского сельского поселения.

## География
Расположена на левом берегу реки Бузулук, к западу от районного центра города Новоаннинский.

## Название
По одной из версий названа в честь императрицы Анны Иоановны.

## История
В 1698 году описана станица Черновская, располагавшаяся в одной версте от нынешней станицы Староаннинской, на острове, поросшим густым лесом. Своё название она получила от притока Бузулука — реки Чёрной.
Вскоре в станице Черновской проживало 122 казака в 27 хатах и 14 землянках, а из-за частых половодий станица была переселена на правый берег Бузулука.
В 1848 году поселение было перемещено на левый берег и этот год считается годом основания станицы. В 1859 года в станице Аннинской проживали 552 мужчины и 573 женщины.   Административно входило в состав Хопёрского округа области Войска Донского.
Согласно переписи населения 1897 года в станице проживали 1078 мужчин и 1195 женщин. Большинство населения было неграмотным: из них грамотных мужчин — 402, грамотных женщин — 78.
Согласно алфавитному списку населённых мест области Войска Донского 1915 года земельный надел станицы составлял 6735 десятин, здесь проживало 970 мужчин и 990 женщин, имелись станичное и хуторское правления, Николаевская церковь, церковно-приходская школа, 2-классное училище, ссудо-сберегательное товарищество.

## Население
Динамика численности населения по годам:
| 1859 | 1873 | 1897 | 1915 | 1987 | 2002 |
| ---- | ---- | ---- | ---- | ---- | ---- |
| 1125 | 1103 | 2373 | 1960 | ≈860 | 837  |

### Известные люди
- Дмитрий Ильич Петров (Бирюк) (1900—1977) — казачий писатель.